# Гольф на летних Олимпийских играх 1900
Соревнование по гольфу на летних Олимпийских играх 1900 прошли 2 и 3 октября. В нём участвовало 22 спортсменов, представляющих 4 страны. Всего было разыграно два комплекта медалей — среди мужчин, и среди женщин, для которых это стало ещё одно соревнование, помимо тенниса, где они не соревновались с мужчинами.

## Медали

### Общий медальный зачёт
(Жирным выделено самое большое количество медалей в своей категорииа)
| Общее количество медалей |                |        |         |        |       |
| Место                    | Страна         | Золото | Серебро | Бронза | Всего |
| 1                        | США            | 2      | 1       | 1      | 4     |
| 2                        | Великобритания | 0      | 1       | 1      | 2     |

### Медалисты
| Дисциплина | Золото             | Серебро                         | Бронза                         |
| Мужчины    | Чарльз Сандс США   | Уолтер Ратерфорд Великобритания | Дэвид Робертсон Великобритания |
| Женщины    | Маргарет Эббот США | Полин Уиттер США                | Дарья Прэтт США                |

## Страны
В соревнованиях приняло участие 22 человека из четырёх стран:

В скобках указано количество спортсменов
- Великобритания (4)
- Греция (1)
- США (9)
- Франция (8)